# أوساكا إفيسا
أوساكا إفيسا (باليابانية: 大阪エヴェッサ) هو فريق كرة سلة ياباني للمحترفين تأسس في سنة 2004 يقع مقره في أوساكا. من أبرز لاعبيه جوش هارلسون.

## وصلات خارجية
- الموقع الرسمي